# Peridontopyge spinosissima
Peridontopyge spinosissima är en mångfotingart som först beskrevs av Filippo Silvestri 1897.  Peridontopyge spinosissima ingår i släktet Peridontopyge och familjen Odontopygidae. Inga underarter finns listade i Catalogue of Life.